# Metro w Stambule
Metro w Stambule – system szybkiego transportu podziemnego, który obsługuje miasto Stambuł w Turcji. Obsługiwany jest przez Metro Istanbul, przedsiębiorstwo publiczne, kontrolowane przez gminę metropolitalną w Stambule. Najstarszą częścią metra jest linia M1, która została otwarta w 1989 roku; obecnie obejmuje 104 stacje w eksploatacji, a 64 kolejne są w budowie.

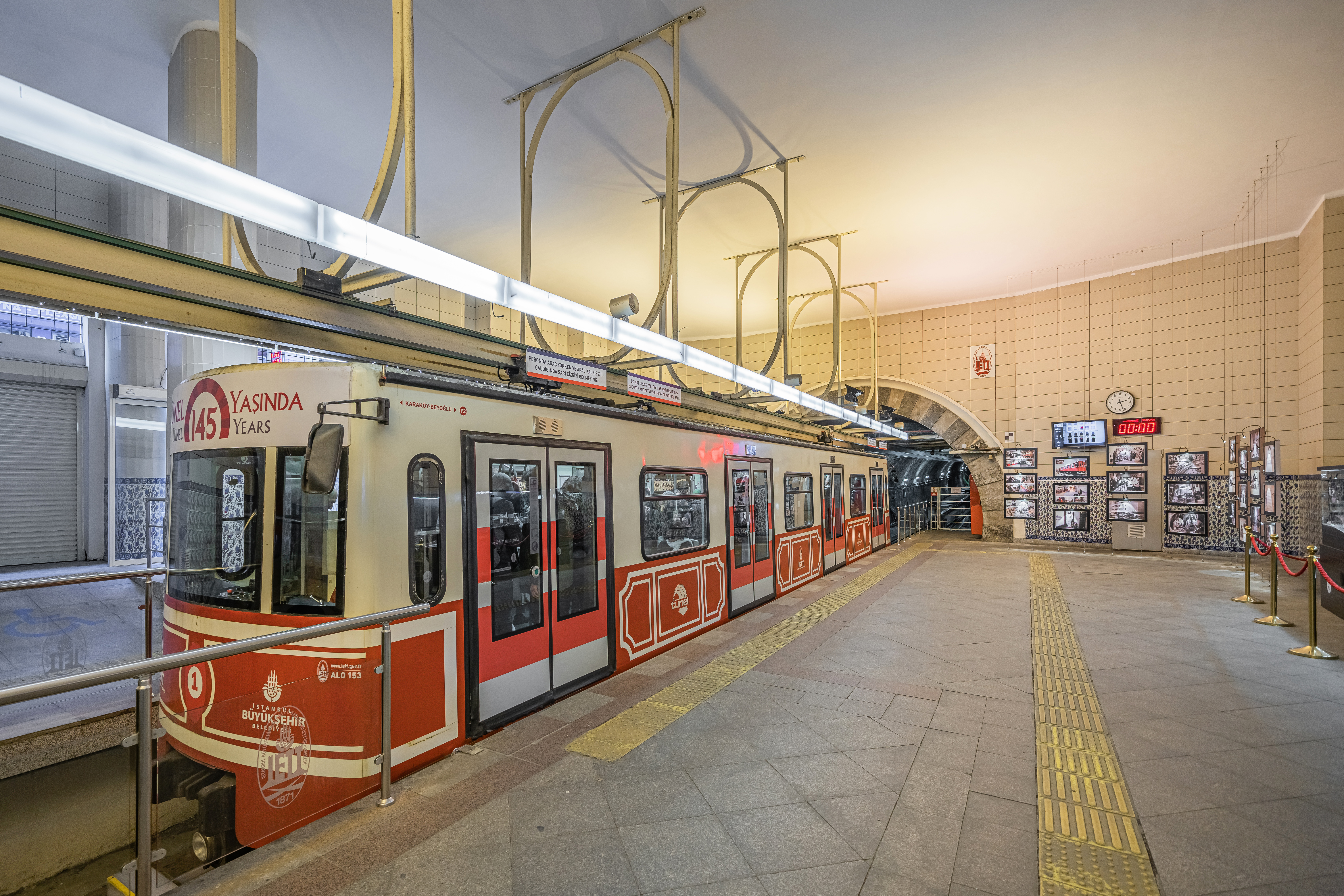
Jedna z najstarszych stacji

Budowę pierwszej linii Tünel rozpoczęto już w 1875 roku. Była to jedna z pierwszych linii w Europie a zarazem najkrótsza, licząca 0,573 km, o różnicy poziomów 60 metrów między stacjami. 
Obecnie system składa się z siedmiu linii nazwanych M1, M2, M3, M4, M5, M6 i M7. Kolejne linie są w budowie lub w planach: M8 (Bostancı-Dudullu) będzie po stronie azjatyckiej, podczas gdy M7 (Kabataş-Mahmutbey), M9 (Ataköy-İkitelli) będzie po stronie europejskiej.
Europejska i azjatycka część metra w Stambule jest połączona tunelem Marmaray, który łączy je w jeden system transportowy oraz kolejką linową F1 i siecią naziemną tramwajów linii T1 i T4.

## Linie
Linie metra:
- M1 Yenikapı ↔ Lotnisko Atatürka
- M1 Yenikapı ↔ Kirazlı
- M2 Yenikapı ↔ Hacıosman
- M3 Kirazlı ↔ Metrokent
- M4 Kadıköy ↔ Lotnisko Sabiha Gökçen
- M5 Üsküdar ↔ Çekmeköy
- M6 Levent ↔ Uniwersytet Boğaziçi / Hisarüstü
- M7 Mecidiyeköy ↔ Mahmutbey
- M8 Bostancı ↔ Parseller
- M9 Olimpiyat ↔ Bahariye
- M11 Kağıthane ↔ Kargo Terminali